# Thomas Greiss
Thomas Greiss (* 29. Januar 1986 in Füssen) ist ein ehemaliger deutscher Eishockeytorwart, der im Verlauf seiner aktiven Karriere zwischen 2002 und 2025 unter anderem 385 Spiele für die San Jose Sharks, Phoenix Coyotes, Pittsburgh Penguins, New York Islanders, Detroit Red Wings und St. Louis Blues in der National Hockey League (NHL) bestritten hat. Im Jahr 2019 gewann Greiss die William M. Jennings Trophy als Torhüter mit dem geringsten Gegentorschnitt der Liga. Auf internationaler Ebene vertrat er die deutsche Nationalmannschaft unter anderem bei den Olympischen Winterspielen 2006 und 2010.

## Karriere

### Anfänge im Jugendbereich und DEL (1992–2006)
Thomas Greiss wuchs in dem nahe seiner Geburtsstadt Füssen liegenden Dorf Roßhaupten auf und begann im Alter von sechs Jahren beim EV Füssen Eishockey zu spielen. Der linksfangende Torhüter durchlief sämtliche Jugendmannschaften des Traditionsklubs und wurde erstmals in der U13 in eine Auswahlmannschaft berufen. Bis einschließlich der U18-Auswahl spielte er seitdem in jeder Altersgruppe im Nationaltrikot.

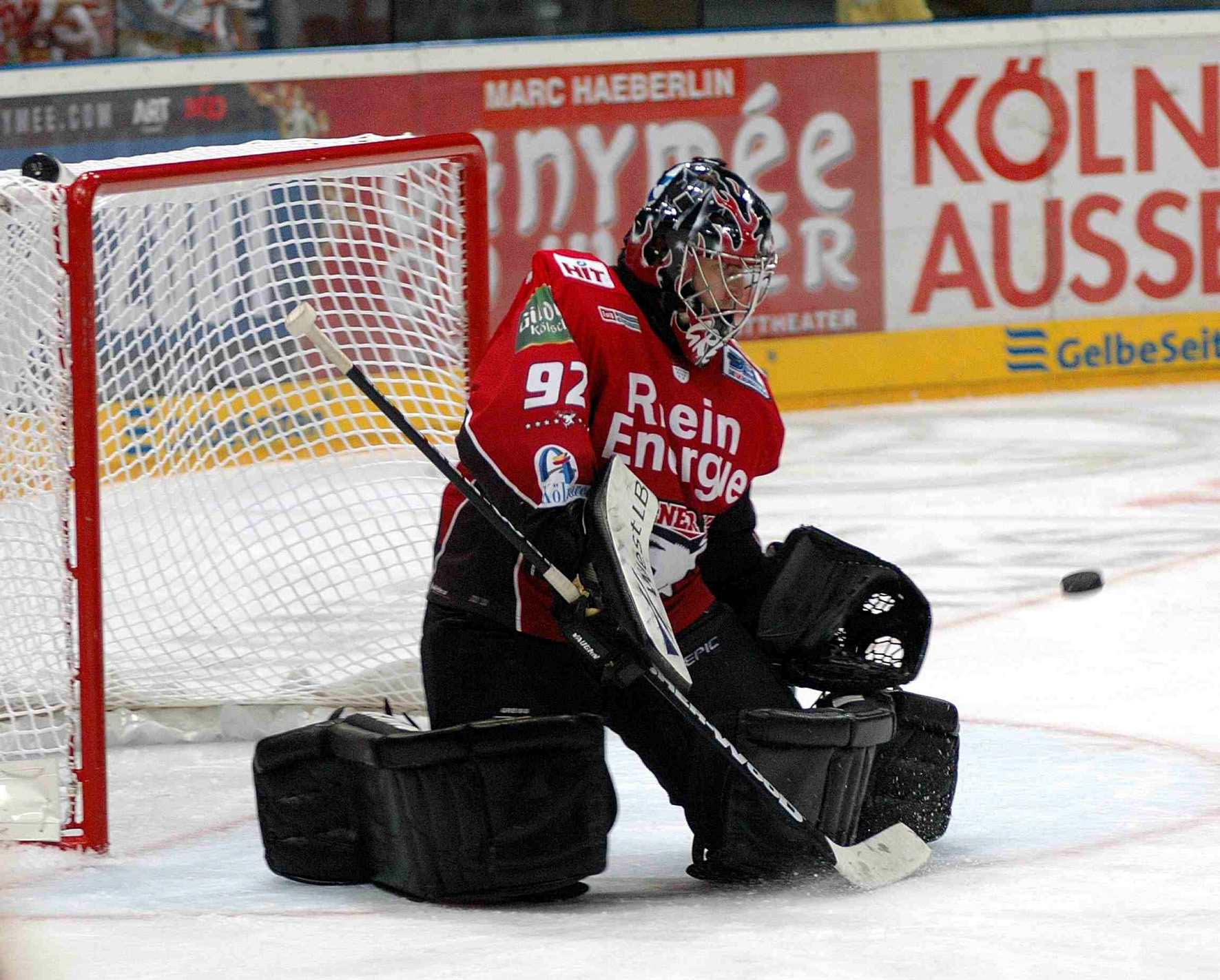
Greiss während eines Spiels mit den Kölner Haien (2006)

Im Sommer 2002 wechselte Greiss von Füssen zu den Kölner Haien, bei denen er zunächst das Tor des Nachwuchsteams in der Deutschen Nachwuchsliga (DNL) hütete. In seiner ersten Saison bei den Junghaien führte er das Team ins Finale der Playoffs, wo man allerdings den Jung-Adlern aus Mannheim unterlag. Nach dem Weggang von Leonhard Wild vor der Spielzeit 2003/04 bekam er dann seine Chance als Ersatzmann bei den Profis hinter Chris Rogles. Während dieser Saison und der folgenden wurde er hauptsächlich per Förderlizenz ausgeliehen oder im Pokal und sporadisch in der Deutschen Eishockey Liga (DEL) bei den Haien eingesetzt. Dabei wusste er mit guten Leistungen auf sich aufmerksam zu machen. Vor allem seine Ruhe und Übersicht im Spiel zeichneten ihn bereits zu diesem frühen Punkt seiner Karriere aus. Während seiner ersten beiden Profispielzeiten war er von den San Jose Sharks in der dritten Runde des NHL Entry Draft 2004 an 94. Position ausgewählt worden. Zu Beginn der Saison 2005/06 profitierte Greiss von der Verletzung des Kölner Stammtorhüters Oliver Jonas, wodurch er zu mehreren Einsätzen kam. Dabei wusste er zu überzeugen und erarbeitete sich den Stammplatz im Kölner Tor. Zudem wurde er zum Deutschland Cup 2005 erstmals in den Kader der A-Nationalmannschaft berufen und kam auch bei den Olympischen Winterspielen 2006 in Turin sowie der Weltmeisterschaft 2006 der Division I in Amiens für die Auswahl zum Einsatz. Nach der Vorrunde der Saison 2005/06 gehörte er zu den statistisch besten Torhütern der Liga und kam auch in den Playoffs zum Einsatz, wo er mit den Haien im Halbfinale ausschied.

### San Jose Sharks (2006–2013)
Zwar verlängerte er nach der Saison seinen Vertrag bei den Rheinländern bis 2009, erhielt jedoch kurz darauf ein Angebot der San Jose Sharks und wechselte nach Nordamerika, wo er sein erstes Jahr in der American Hockey League bei den Worcester Sharks, dem Farmteam von San Jose, begann. Zusammen mit dem ebenfalls deutschen Torhüter Dimitri Pätzold und dem Kanadier Nolan Schaefer bildete er dort für kurze Zeit das Torhütergespann. Im November wechselte er kurzzeitig in die ECHL zum zweiten Farmteam von San Jose, den Fresno Falcons. Für das Spiel gegen die Philadelphia Flyers am 18. November wurde er zum ersten Mal ins NHL-Team beordert, stand aber für das Spiel doch nicht im Kader, da Jewgeni Nabokow nach einer kleinen Verletzung doch als Back-up-Goalie auf der Bank Platz nehmen konnte. Bereits am 24. November wurde er von Fresno wieder zurück nach Worcester geschickt. Im März 2007 erhielt der Deutsche die Auszeichnung zum AHL-Spieler der Woche vom 18. bis 25. März, nachdem er in allen drei Spielen der Woche als siegreicher Torhüter vom Eis ging und dabei eine Fangquote von 94,0 Prozent hatte, sowie einen Gegentorschnitt von 1,67.
Die Saison 2007/08 startete der gebürtige Füssener erneut in der AHL bei den Worcester Sharks. Im Januar 2008 wurde er dann zum zweiten Mal in der Spielzeit in den NHL-Kader San Joses berufen und gab am 13. Januar 2008 sein NHL-Debüt gegen die Anaheim Ducks. Es folgten noch zwei weitere Einsätze, aber ein Sieg gelang ihm nicht. Nachdem die San Jose Sharks mit Brian Boucher im März 2008 einen erfahrenen Ersatzmann für Nabokow verpflichtet hatten, verbrachte Greiss die gesamte Spielzeit 2008/09 in Worcester. In 57 Spielen konnte er 30 Siege feiern und stellte damit einen neuen Franchise-Rekord auf. Zudem gelang ihm gegen Ende der regulären Saison sein erster Shutout auf nordamerikanischem Eis. In den anschließenden Playoffs steigerte der Deutsche seine Leistungen abermals und führte die Sharks ins Atlantic-Division-Finale. Seine statistischen Werte, darunter zwei Shutouts in zwölf Partien, gehörten zu den besten der gesamten Playoffs. Das Management San Joses honorierte die Leistungen Greiss im August 2009 mit einem neuen Zweijahresvertrag für den Restricted Free Agent. Nach dem Wechsel von Boucher bildete er mit Jewgeni Nabokow das Torhüterduo San Joses für die Saison 2009/10, wobei Greiss zunächst als Ersatzmann fungierte. Trotz weniger Einsätze spielte der Deutsche sehr konstant und erhielt für die Olympischen Winterspiele 2010 in Vancouver eine Einladung in das deutsche Aufgebot, in dem er Stammtorwart war.
Am 12. Oktober 2010 wurde Greiss auf die Waiver-Liste gesetzt und danach von den Worcester Sharks, dem Farmteam der San Jose Sharks, wieder unter Vertrag genommen. Damit gehörte der Deutsche nicht mehr zum Kader der Sharks und war nur noch die dritte Wahl hinter den beiden Finnen Antti Niemi und Antero Niittymäki. Am 22. Oktober 2010 einigten sich die Sharks mit Brynäs IF aus der schwedischen Elitserien auf eine Ausleihe für die Saison 2010/11. Nach Beendigung der Saison in Schweden beorderte San Jose den Torhüter am 11. April 2011 für die bevorstehenden NHL-Playoffs zurück nach Nordamerika. Aufgrund des am 15. September 2012 begonnenen NHL-Lockouts entschied sich Thomas Greiss nach Deutschland zurückzukehren. Er unterschrieb im November für die Zeit des Lockouts einen Vertrag bei den Hannover Scorpions in der DEL. Bei den Niedersachsen kam Greiss abwechselnd mit dem Stammtorhüter Dimitri Pätzold zum Einsatz. Insgesamt absolvierte er bis zum Ende des Lockouts am 6. Januar 2013 neun Partien für die Scorpions. Bei seinem ersten Einsatz in der Saison 2012/13 für die San Jose Sharks konnte der Torhüter seinen ersten Shutout in der NHL feiern.

### Phoenix, Pittsburgh, New York, Detroit und St. Louis (2013–2023)
Im Juli 2013 unterzeichnete er einen Einjahresvertrag bei den Phoenix Coyotes, bei denen er in der Spielzeit 2013/14 als Ersatztorwart hinter Mike Smith lediglich 25 Partien absolvierte und im Anschluss an die Saison keinen neuen Vertrag erhielt. Im Vorfeld der Saison 2014/15 wurde Greiss von den Pittsburgh Penguins verpflichtet, wo er einen Einjahreskontrakt mit einem kolportierten Gehalt von einer Million US-Dollar erhielt. Bei den Penguins bildete der Linksfänger zusammen mit Marc-André Fleury das Torhüterduo, wobei Letzterer einen Großteil der Starteinsätze erhielt. Insgesamt kam Greiss bei den Penguins 20 mal zum Einsatz. Sein Vertrag in Pittsburgh wurde nach der Saison nicht verlängert, sodass er im Juli 2015 einen Zweijahresvertrag bei den New York Islanders unterzeichnete.
Während der Saison 2015/16 entwickelte sich Greiss infolge einer Verletzung von Stammtorwart Jaroslav Halák zum Leistungsträger bei den Islanders und kam in 41 Spielen auf 23 Siege und eine Fangquote von 92,5 %. Infolgedessen wurde er erstmals nach 2010 in den Kader der Nationalmannschaft berufen und erreichte mit dem Team bei der Weltmeisterschaft 2016 den siebten Platz. Wenig später stand er auch im Kader des Team Europa, das beim World Cup of Hockey 2016 den zweiten Platz belegte, kam dabei jedoch zu keinem Einsatz. 
Im Januar 2017 verlängerten die Islanders seinen im folgenden Sommer auslaufenden Vertrag um drei Jahre, in denen er insgesamt ca. 10 Millionen US-Dollar verdienen soll. Mit seinem neuen Kollegen Robin Lehner bildete Greiss in der Spielzeit 2018/19 das Torhüterduo mit den wenigsten Gegentoren der NHL, sodass beide mit der William M. Jennings Trophy ausgezeichnet wurden. Im Folgejahr verlor er den internen Konkurrenzkampf mit Neuzugang Semjon Warlamow, sodass er nur auf 31 Einsätze kam. Nach fünf Jahren in New York wurde sein auslaufender Vertrag nach der Spielzeit 2019/20 schließlich nicht verlängert, sodass er sich im Oktober 2020 als Free Agent den Detroit Red Wings anschloss. Dort unterzeichnete der Deutsche einen Zweijahresvertrag, der ihm ein durchschnittliches Jahresgehalt von 3,6 Millionen US-Dollar einbringen soll. In gleicher Weise wechselte er im Juli 2022 im Rahmen eines Einjahresvertrages zu den St. Louis Blues.

### Rücktritt und befristetes Comeback (2023–2025)
Nach der Spielzeit gab der 37-Jährige im Juli 2023 das Ende seiner aktiven Karriere bekannt, ehe er im September 2024 nach über einjähriger Pause in den Spielbetrieb zurückkehrte. Aufgrund der Verletzungen des etatmäßigen Torhüterduos Jussi Olkinuora und Cody Brenner überzeugten die Verantwortlichen der Löwen Frankfurt aus der DEL Greiss zunächst zu einem befristeten Comeback, um den Verletzungszeitraum der beiden zu überbrücken. Bei seinem ersten Spiel nach über einem Jahr unterlagen die Löwen dem ERC Ingolstadt mit 0:2, wobei Greiss 27 der 29 Schüsse auf sein Tor abwehrte. Nach einem weiteren Einsatz endete Greiss’ Arbeitsverhältnis mit den Löwen bereits Anfang Oktober wieder. Mitte Januar gaben die Löwen die abermalige Rückkehr des Torwarts in den Kader – diesmal bis zum Ende der Spielzeit 2024/25 – bekannt. Schlussendlich absolvierte er 13 Partien für die Hessen.

## Erfolge und Auszeichnungen
- 2004 Deutscher Pokalsieger mit den Kölner Haien
- 2006 Teilnahme am DEL All-Star Game
- 2019 William M. Jennings Trophy (gemeinsam mit Robin Lehner)

### International
| - 2004 Aufstieg in die Top-Division bei der U20-Junioren-Weltmeisterschaft der Division I - 2004 Aufstieg in die Top-Division bei der U18-Junioren-Weltmeisterschaft der Division I - 2006 Aufstieg in die Top-Division bei der U20-Junioren-Weltmeisterschaft der Division I | - 2006 Aufstieg in die Top-Division bei der Weltmeisterschaft der Division I - 2016 Zweiter Platz beim World Cup of Hockey |

## Karrierestatistik

### International
| Vertrat Deutschland bei: - U18-Junioren-Weltmeisterschaft der Division I 2003 - U20-Junioren-Weltmeisterschaft der Division I 2004 - U18-Junioren-Weltmeisterschaft der Division I 2004 - U20-Junioren-Weltmeisterschaft 2005 - U20-Junioren-Weltmeisterschaft der Division I 2006 | - Olympische Winterspiele 2006 - Weltmeisterschaft der Division I 2006 - Olympische Winterspiele 2010 - Weltmeisterschaft 2016 - Weltmeisterschaft 2017 | Vertrat Team Europa bei: - World Cup of Hockey 2016 |

(Legende zur Torhüterstatistik: GP oder Sp = Spiele insgesamt; W oder S = Siege; L oder N = Niederlagen; T oder U oder OT = Unentschieden oder Overtime- bzw. Shootout-Niederlage; Min. = Minuten; SOG oder SaT = Schüsse aufs Tor; GA oder GT = Gegentore; SO = Shutouts; GAA oder GTS = Gegentorschnitt; Sv% oder SVS% = Fangquote; EN = Empty Net Goal; 1 Play-downs/Relegation; Kursiv: Statistik nicht vollständig)